# Dictator orientalis
Dictator orientalis är en skalbaggsart som beskrevs av Hintz 1913. Dictator orientalis ingår i släktet Dictator och familjen långhorningar. Inga underarter finns listade i Catalogue of Life.